# Stade Kipchoge-Keino
Le stade Kipchoge-Keino est un stade polyvalent situé à Eldoret, au Kenya. Il porte le nom de l'athlète Kipchoge Keino. Il peut accueillir 10 000 personnes.
En 2007, le gouvernement kenyan a alloué 100 millions de KSh pour la modernisation du stade, qui était tombé en désuétude.
Le stade a été utilisé par des équipes de football locales, notamment Rivatex et Eldoret KCC, mais il n'y a actuellement aucune équipe d'Eldoret dans la Premier League kényane. Le stade est également utilisé pour des réunions d'athlétisme. Le stade a accueilli les sélections olympiques d'athlétisme du Kenya en 2016. Le stade est actuellement en cours de rénovation et d'agrandissement.